# Anthropozoomorphe

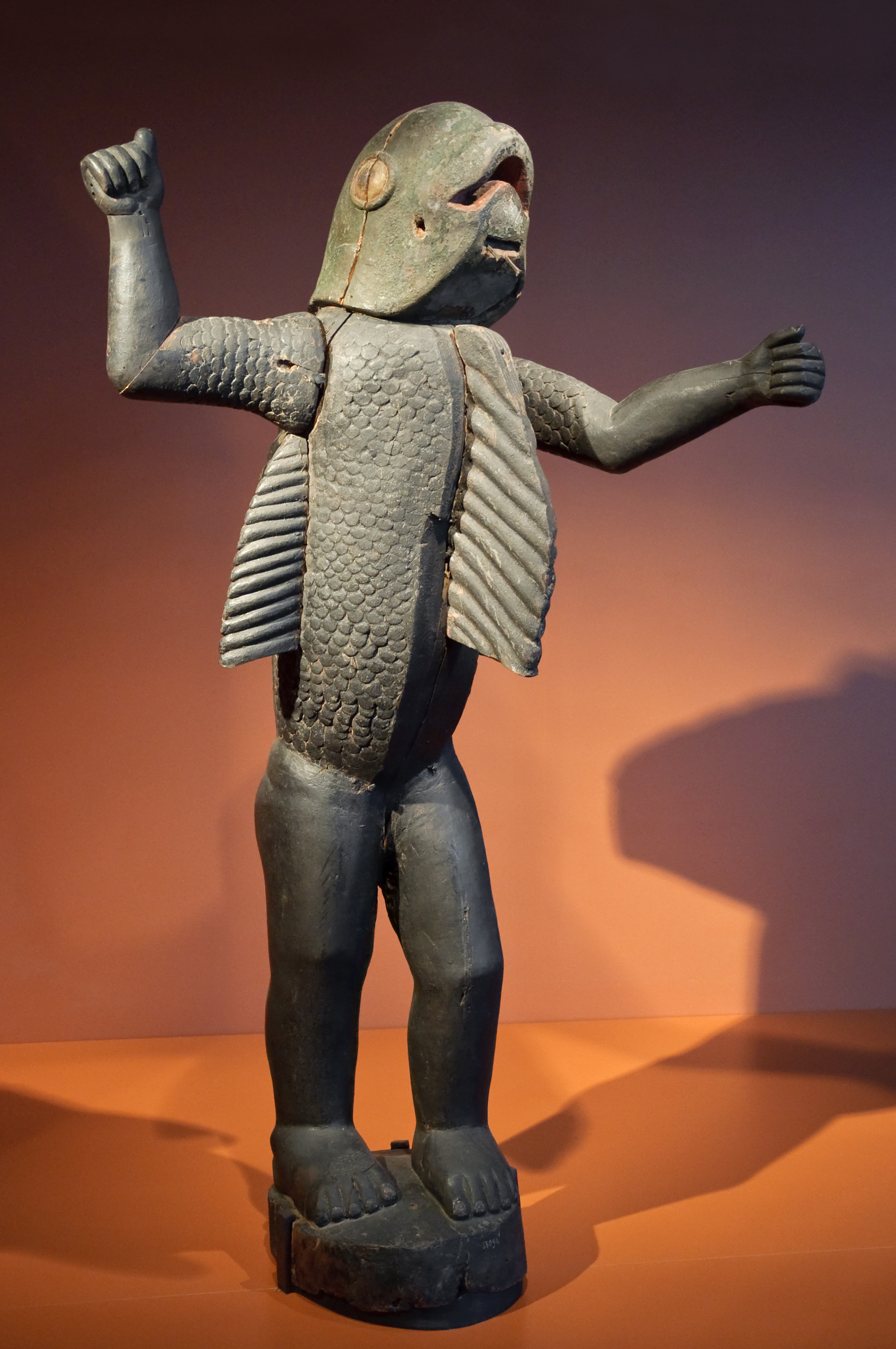
Homme-requin de Sossa Dede (vers 1890), statue royale anthropozoomorphe symbolisant Béhanzin, dernier roi du Dahomey.

Du grec, Anthropos humain, zoon animal, morpho forme
- Représentation symbolique mêlant les caractères physionomiques humains et animaux.

Dès le paléolithique, les hominidés, dans le but de se rapprocher de leurs proies sans en attirer l'attention, utilisèrent le mimétisme du comportement gestuel, sonore (appeau) et de l'apparence visuelle par l'utilisation d'une dépouille comme « costume » de camouflage.
Retranscrit sur les parois des cavernes, dans le but rituel de transmettre l'art de la chasse par le biais des shamans, figurant ainsi les premiers lieux de culte et d'enseignement.
C'est probablement l'origine de la représentation des dieux et autres créatures mythologiques, dans la plupart des religions.